# HMBOX1
HMBOX1 (англ. Homeobox containing 1) – білок, який кодується однойменним геном, розташованим у людей на короткому плечі 8-ї хромосоми. Довжина поліпептидного ланцюга білка становить 420 амінокислот, а молекулярна маса — 47 278.
| 10         |  | 20         |  | 30         |  | 40         |  | 50         |
| ---------- |  | ---------- |  | ---------- |  | ---------- |  | ---------- |
| MLSSFPVVLL |  | ETMSHYTDEP |  | RFTIEQIDLL |  | QRLRRTGMTK |  | HEILHALETL |
| DRLDQEHSDK |  | FGRRSSYGGS |  | SYGNSTNNVP |  | ASSSTATAST |  | QTQHSGMSPS |
| PSNSYDTSPQ |  | PCTTNQNGRE |  | NNERLSTSNG |  | KMSPTRYHAN |  | SMGQRSYSFE |
| ASEEDLDVDD |  | KVEELMRRDS |  | SVIKEEIKAF |  | LANRRISQAV |  | VAQVTGISQS |
| RISHWLLQQG |  | SDLSEQKKRA |  | FYRWYQLEKT |  | NPGATLSMRP |  | APIPIEDPEW |
| RQTPPPVSAT |  | SGTFRLRRGS |  | RFTWRKECLA |  | VMESYFNENQ |  | YPDEAKREEI |
| ANACNAVIQK |  | PGKKLSDLER |  | VTSLKVYNWF |  | ANRRKEIKRR |  | ANIEAAILES |
| HGIDVQSPGG |  | HSNSDDVDGN |  | DYSEQDDSTS |  | HSDHQDPISL |  | AVEMAAVNHT |
| ILALARQGAN |  | EIKTEALDDD |  |            |  |            |  |            |

A: Аланін

C: Цистеїн

D: Аспарагінова кислота

E: Глутамінова кислота

F: Фенілаланін

G: Гліцин

H: Гістидин

I: Ізолейцин

K: Лізин

L: Лейцин

M: Метіонін

N: Аспарагін

P: Пролін

Q: Глутамін

R: Аргінін

S: Серин

T: Треонін

V: Валін

W: Триптофан

Кодований геном білок за функціями належить до репресорів, фосфопротеїнів. 
Задіяний у таких біологічних процесах, як транскрипція, регуляція транскрипції, альтернативний сплайсинг. 
Білок має сайт для зв'язування з ДНК. 
Локалізований у цитоплазмі, ядрі.